# Bálint Szabó
Bálint Szabó (Székesfehérvár, 18 gennaio 2001) è un calciatore ungherese, centrocampista del Csíkszereda.

## Carriera

### Club
Cresciuto nel settore giovanile del MOL Vidi, ha esordito in prima squadra il 2 giugno 2018, disputando l'incontro di Nemzeti Bajnokság I perso 2-1 in trasferta contro il Diósgyőr. L'anno successivo, non riuscendo a trovare spazio in squadra (una sola presenza in campionato) è stato ceduto al Budaörs, in seconda divisione. Nell'estate del 2020 è stato acquistato dal Paks, che lo ha girato in prestito al Kaposvár, sempre in seconda divisione. Tuttavia, nel mese di gennaio è rientrato alla base.

### Nazionale
Dopo aver rappresentato le nazionali giovanili ungheresi Under-17 ed Under-19, nel 2022 ha esordito con la nazionale ungherese Under-21.

## Statistiche

### Presenze e reti nei club
Statistiche aggiornate al 20 agosto 2022.
| Stagione        | Squadra         | Campionato      | Campionato | Campionato | Coppe nazionali | Coppe nazionali | Coppe nazionali | Coppe continentali | Coppe continentali | Coppe continentali | Altre coppe | Altre coppe | Altre coppe | Totale | Totale |
| Stagione        | Squadra         | Comp            | Pres       | Reti       | Comp            | Pres            | Reti            | Comp               | Pres               | Reti               | Comp        | Pres        | Reti        | Pres   | Reti   |
| --------------- | --------------- | --------------- | ---------- | ---------- | --------------- | --------------- | --------------- | ------------------ | ------------------ | ------------------ | ----------- | ----------- | ----------- | ------ | ------ |
| 2017-2018       | MOL Vidi        | NB1             | 1          | 0          | CU              | 0               | 0               | UEL                | 0                  | 0                  |             | -           | -           | 1      | 0      |
| 2018-2019       | MOL Vidi        | NB1             | 0          | 0          | CU              | 0               | 0               | UCL+UEL            | 0                  | 0                  |             | -           | -           | 0      | 0      |
| Totale MOL Vidi | Totale MOL Vidi | Totale MOL Vidi | 1          | 0          |                 | 0               | 0               |                    | 0                  | 0                  |             | -           | -           | 1      | 0      |
| 2019-2020       | Budaörs         | NB2             | 21         | 1          | CU              | 0               | 0               |                    | -                  | -                  |             | -           | -           | 21     | 1      |
| lug.-dic. 2020  | Kaposvár        | NB2             | 14         | 1          | CU              | 2               | 1               |                    | -                  | -                  |             | -           | -           | 16     | 2      |
| gen.-giu. 2021  | Paks            | NB1             | 6          | 0          | CU              | 2               | 0               |                    | -                  | -                  |             | -           | -           | 8      | 0      |
| 2021-2022       | Paks            | NB1             | 19         | 4          | CU              | 4               | 0               |                    | -                  | -                  |             | -           | -           | 23     | 4      |
| 2022-2023       | Paks            | NB1             | 3          | 1          | CU              | 0               | 0               |                    | -                  | -                  |             | -           | -           | 3      | 1      |
| Totale carriera | Totale carriera | Totale carriera | 64         | 7          |                 | 8               | 1               |                    | 0                  | 0                  |             | -           | -           | 72     | 8      |

### Cronologia presenze e reti in nazionale
| Cronologia completa delle presenze e delle reti in nazionale ― Ungheria under 21 | Cronologia completa delle presenze e delle reti in nazionale ― Ungheria under 21 | Cronologia completa delle presenze e delle reti in nazionale ― Ungheria under 21 | Cronologia completa delle presenze e delle reti in nazionale ― Ungheria under 21 | Cronologia completa delle presenze e delle reti in nazionale ― Ungheria under 21 | Cronologia completa delle presenze e delle reti in nazionale ― Ungheria under 21 | Cronologia completa delle presenze e delle reti in nazionale ― Ungheria under 21 | Cronologia completa delle presenze e delle reti in nazionale ― Ungheria under 21 |
| Data                                                                             | Città                                                                            | In casa                                                                          | Risultato                                                                        | Ospiti                                                                           | Competizione                                                                     | Reti                                                                             | Note                                                                             |
| -------------------------------------------------------------------------------- | -------------------------------------------------------------------------------- | -------------------------------------------------------------------------------- | -------------------------------------------------------------------------------- | -------------------------------------------------------------------------------- | -------------------------------------------------------------------------------- | -------------------------------------------------------------------------------- | -------------------------------------------------------------------------------- |
| 24-3-2022                                                                        | Budapest                                                                         | Ungheria under 21                                                                | 4 – 0                                                                            | San Marino under 21                                                              | Qual. Europeo Under-21 2023                                                      | -                                                                                | 46’                                                                              |
| 7-6-2022                                                                         | Riga                                                                             | Lettonia under 21                                                                | 0 – 2                                                                            | Ungheria under 21                                                                | Qual. Europeo Under-21 2023                                                      | -                                                                                | 84’                                                                              |
| Totale                                                                           |                                                                                  | Presenze                                                                         | 2                                                                                |                                                                                  | Reti                                                                             | 0                                                                                |                                                                                  |

## Palmarès

### Club

#### Competizioni nazionali
- Campionato ungherese: 1

Videoton: 2017-2018
- Coppa d'Ungheria: 1

Paks: 2023-2024